# Ракетна пускова установка
Ракетна пускова установка е комплекс от специални агрегати и съоръжения, предназначени за носене на ракети, изпълняване на всички операции в процеса на тяхната експлоатация, подготовката и провеждането на пусковете им. 

Пусковата установка (ПУ) заема централно място в наземното оборудване, което, заедно с ракетата, е втората, не по-малко важна, съставна част на ракетния комплекс. Именно усъвършенстването на ПУ, по много определящи техническия облик на ракетните комплекси, позволява основно да се решава задачата за осигуряване на тяхната живучест. Съществуват разнообразни технически решения да дадените устройства: във вид на насочващи профили, кухи тръби и др.

## Общая класификация
Първите пускови съоръжения (статив, стойка) се появяват в Европа, заедно с барутните ракети в началото на XVIII век. Първите пускови устройства за вертикално изстрелване на ракети са разработени в СССР в периода 1932 – 1933 г. От такава стойка, на 17 август 1933 г., е проведен успешен пуск на ракета с течно гориво конструкция на М. К. Тихонравов.
Названията на устройствата, използвани за изстрелване на ракети, могат да характеризират: посоката на пускането им (например, пускова установка за вертикално изстрелване (пуск)), особенности на конструкцията (например, контейнерна), предназначението или областта на употреба на пусковата установка (например, тактическа, корабна). Някой устройства получават названията: пускова маса, пускова стойка, авиационно пусково устройство и прочее. Понякога, под названието пускова установка се подразбират устройства с по-широко предназначение, например, ракетен силоз, предназначен за изстрелване на ракети със стратегическо предназначение. Автономната самоходна пускова установка (СПУ) за тактически ракети и т.н.
Големият брой видове ракети предопределяе и многообразието сред пусковите им установки, като общи елементи при всичките могат да бъдат: основа (платформа), стойка, направляваща (контейнер), механизми за хоризонтално и вертикално насочване на направляващата, пускова автоматика (проверочно-пусково електрооборудване) и прочее. В зависимост от конструкцията и условията за използване пусковите установки се класифицират според тяхната подвижност, тип и брой на направляващите, ъгълът на подем на направляващата при пуска на ракетата, способа за презареждане.
Полустационарните ПУ се явяват модификация на стационарните и при необходимост могат да се преместят. Някои от тях се разглобяват и се превозват с помощта на транспортни средства. Подвижните ПУ могат да бъдат авиационни, корабни и наземни. Авиационните пускови устройства (АПУ) се разполагат на самолети и вертолети. Според конструктивната схема установките от дадения тип са релсови (рейкови) и тръбни; според мястото на тяхното разположение – външни, вътрешни и смесени. Корабните ПУ се разполагат на надводните кораби и подводните лодки. Основа за ПУ при надводните кораби са специално оборудвани отсеци на кораба или участъци от палубата, основа на пусковите установки за подводниците са специални отделения. Наземните пускови установки се делят на грунтови и железопътни. Грунтовите ПУ се подразделят на самоходни, буксируеми и преносими. Преносимите ПУ поелементно се пренасят на неголеми разстояния. Основата на такава ПУ е опора (тринога). Основата на железопътните ПУ са специално оборудвани платформи (вагони).
Според типа на направляващата се различават ПУ с направляващи с „нулева“ дължина и ПУ с направляваща с крайна дължина. Направляващата с „нулева“ дължина обичайно е във вид на две разположени по дължината лостови заключващи устройства и се характеризира с неголяма маса и габарити. При това двете, или едно от тях, са въртящи се, а ракетата може да имат, както горно, така и долно закрепване към направляващата. Направляващата с крайна дължина се отличава с по-продължителен механичен контакт с ракетата при началния участък от нейното движение и могат да бъдат открити или тръбни. Откритата направляваща е релсово устройство, по (или под), което с помощта на възела за закрепване се плъзга ракетата. Тръбната направляваща се изпълнява във вид на ферма или плътна тръба с различна форма на напреното сечение, в която се намира ракетата. От направляващите във вид на плътна тръба най-разпространени са металните и пластмасовите, т.нар. пускови контейнери, те могат да са отворени и глухи, за еднократно или за многократно използване. Според броя на направляващите ПУ биват с една или няколко направляващи.
Според ъгъла на подем на направляващата при пуска на ракетата се различават ПУ с постоянен и променлив ъгъл на подем. ПУ с постоянен ъгъл на подем на направляващата осигуряват пуск на ракетата при един или няколко фиксирани ъгъла. ПУ, на която ъгълът на подем на направляващата съставлява 90°, носят названието вертикална пускова установка.
Според способа за зареждане ПУ биват с автоматизирано, механично и ръчно зареждане на направляващата (направляващите). Автоматизираното презареждане се извършва дистанционно, то се използва обичайно при корабните ПУ и при някои ПУ на зенитните ракетни комплекси от „пълнители“ с боеготови ракети. Механичното зареждане се осъществява чрез специални кранове, установки, транспортно-зареждащи машини и друго товаро-разтоваръчно оборудване с участието на човек и се използва практически при всички наземни пускови установки. Ръчното презареждане, при неголяма маса на ракетата, се осъществява от 1 – 2 души. При някои конструкции на пускови установки техните „пълнители“ се зареждат ръчно (или механизирано), а върху направляващата ракетата се подава автоматично.

### Стационарни пускови установки
Стационарните ПУ от първо поколение представляват наземни незащитени групови места за старт и са уязвими за ракетите, които състоят по това време на въоръжение у вероятния противник. Живучестта на такива стартове при въздействието на ракетите „Титан II“ и „Минитмен 1“ зависи само от надеждността на доставянето на бойната глава до целта.
Следващото поколение стационарни стартове представлява защитените шахтени пускови установки (ШПУ) в състава на групови стартови позиции. Голяма стъпка напред в осигуряването на живучестта на ракетните комплекси е създаването на единичните шахтови пускови установки, които получават впоследствие като название разпространената абревиатура „ЕС“ (единичен старт). Изходя от условията за оцеляване при въздействие по съседен силоз, пусковите установки се разполагат на определено разстояние една от друга.

### Пускови тръби
За изстрелване на тактически ракетни въоръжения (ЗУР, ПТУР) се използват пускови тръби, направени от лек високоякостен полимерен материал (като правило, на стъкловлакнова и епоксидна основа).

## Защитеност и живучест на ПУ
Защитеност на пусковите установки е способност да съхраняват технологичните си функции по време и след въздействие на средствата за поражение на противника. В качеството на показател за защитеност при действието на поразяващите фактори на ядрения взрив обикновено се използват стойностите на свръхналягането ΔРФ във фронта на въздушната ударна вълна на минимално разстояние от центъра на ядрения взрив, при които се осигурява непоразяване на ПУ. 

Живучест РЖ, като вероятност за непоразяване на ПУ, заедно със защитеността, се определя с броя на въздействащите по нея ядрени бойни блокове NББ, тротиловия еквивалент q на техния заряд и точността на попадението, което се характеризира със среднеквадратичното отклонение σ на точките на падания от точките на прицелване:

{\displaystyle P=exp{\Bigg (}-N{\frac {K^{2}q^{\tfrac {2}{3}}}{2\sigma ^{2}}}{\Bigg )},}
където P = РЖ и N = NББ;

K = KПУ – коефициент на защитеност на пусковата установка, непосредствено зависещ от ΔРФ.
Величината KПУ се определя по емпирични зависимости от вида KПУ = αΔРФ-β,
където α и β са емпирични коефициенти (α >0, β >0).
Разглеждайки живучестта като функция на защитеността, може да се определи комплекса от характеристики  W = NББ q⅔ /σ² (или  W′ = q⅔ /σ² – за един боен блок), които обикновено се използват в качеството на основен показател за поразяващите възможности на ракетите.